# Bastian Wernthaler
Bastian Alexander Wernthaler (* 12. Juni 1976 in München) ist ein deutscher Sportfunktionär, Rechtsanwalt und ehemaliger Basketballtrainer. Er war in zwei Amtszeiten Cheftrainer der deutschen Damen-Nationalmannschaft und führte den TSV Wasserburg zu drei deutschen Meistertiteln. Er ist seit 2019 Präsident des Bayerischen Basketball Verbandes e.V.

## Laufbahn
Wernthaler trainierte nach vorherigen Tätigkeiten als Trainer von Jugendmannschaften unter anderem den MTSV Schwabing sowie München Basket in der ersten Damen-Bundesliga. Den MTSV führte er 2006 in das Schlussturnier um die deutsche Meisterschaft sowie im darauffolgenden Jahr ins DBBL-Pokalfinale. 2005 war er vom Bayerischen Basketball-Verband als Trainer des Jahres ausgezeichnet worden.
Im Februar 2010 übernahm er das Amt des Cheftrainers des weiblichen U20-Nationalteams Deutschlands und betreute die DBB-Auswahl im Juli desselben Jahres bei der U20-Europameisterschaft in Lettland.
Im Oktober 2010 gab der Deutsche Basketball Bund bekannt, dass Wernthaler die Nachfolge von Imre Szittya als Cheftrainer der deutschen Damen-Nationalmannschaft antritt. Unter Wernthalers Leitung gelang die Qualifikation für die Europameisterschaft 2011 in Polen. Die EM schloss die DBB-Auswahl auf dem 13. Rang ab. Als sein Nachfolger wurde im Dezember 2011 Andreas Wagner benannt.
Zwischen 2012 und 2015 führte Wernthaler den DBBL-Verein TSV 1880 Wasserburg zu drei deutschen Meistertiteln (2013, 2014 und 2015) und zwei deutschen Pokaltiteln (2014 und 2015).
Im März 2015 übernahm er erneut das Amt des Bundestrainers der Damen-Nationalmannschaft und hatte dieses bis Mitte März 2017 inne. Mit dem Ausscheiden als Bundestrainer erklärte er zudem seine Trainerkarriere im Leistungssport für beendet.
Im März 2018 wurde Wernthaler ins Amt des Jugendreferenten des Bayerischen Basketball Verbandes (BBV) gewählt, im Mai 2019 trat er das Amt des BBV-Präsidenten an. Im Oktober 2021 trat er zusätzlich das Amt des Vorsitzenden des TSV 1880 Wasserburg an. Im Dezember 2022 sprang er ehrenamtlich im Gespann mit Rita Quinz als Trainer des abstiegsbedrohten Damen-Zweitligisten Wasserburg ein.

## Tätigkeit als Rechtsanwalt
Wernthaler ist hauptberuflich Rechtsanwalt. Er erlangte das Abitur in England und studierte dann Jura in München. Sein anschließendes Referendariat durchlief er am Oberlandesgericht München. Seit 2005 ist er als Rechtsanwalt zugelassen.

## Politische Tätigkeit
Im Juli 2024 gab Wernthaler seine Bewerbung um das Amt des Bürgermeisters der Stadt Wasserburg bekannt und erfuhr dabei Unterstützung der Parteien SPD, CSU, Die Grünen sowie vom Bürgerforum Wasserburg.